# Arnulf de Vic
Arnulf (? - 1010) fou bisbe de Vic entre l'any 993 i el 1010. Fill de la família vescomtal d'Osona. Era ardiaca de Barcelona quan es produí l'atac d'Almansor el 985 i fou fet presoner pels sarraïns. Posteriorment seria alliberat gràcies al pagament d'un rescat.
Va ser promogut al càrrec de bisbe essent abat de la comunitat de canonges regulars de l'església de Sant Feliu de Girona, tal com ho farien altres a la seu vigatana o com Berenguer de Vilademuls a l'arquebisbat de Tarragona. El 993 fou nomenat bisbe de Vic i consagrat seguint el costum de l'època pel metropolità de Narbona, Ermengol, que expulsà a l'invasor Guadald, que també aspirava a la mateixa mitra, que acudí a Roma entossudit a posseir el bisbat per a ell. Hi hagué un sínode presidit pel Papa Gregori V al que també hi assistiren, entre d'altres, Guadald, el bisbe electe Arnulf, i l'emperador Otó III del Sacre Imperi, el comte Ermengol I d'Urgell que segué als peus de l'emperador. En aquella ocasió parlà Arnulf sobre la seva elecció legítima i la consagració pel metropolità de Narbona, a diferència de Guadald que ho feu per qui no tenia jurisdicció i vivint el legítim bisbe Fruià, que amb altres perdé la vida per les arts de Guadald. Demanà llavors el Papa al Comte Ermengol i a tots els clergues i prohoms que l'acompanyaven, que declaressin sobre la veritat del que havia dit Arnulf aprovant la versió d'Arnulf. El Papà demanà la confessió a Guadald i veient-se aquest sense possibilitat de refutar el que deien tants testimonis, declarà no haver sigut ordenat pel metropolità corresponent, vivint el bisbe Fruià i que el promogué la sedició referida. En acabar el Papa decretà que Guadald fos deposat, traient-li l'anell, trencant el seu bàcul pastoral, casulla i dalmàtica i fent-lo seure al terra. Amb aprovació de l'emperador, bisbes, el Comte Ermengol i tota la comitiva fou Arnulf confirmat com a bisbe de Vic el dia 9 de maig del 998.
L'any 1002 tornà a Roma juntament amb el comte de Barcelona Ramon Borrell per tal de demanar al papa Silvestre II que solucionés l'escandalós cas del monestir de Sant Benet de Bages, en conflicte amb els nobles que l'havien fundat els quals s'entossudien a nomenar ells mateixos els abats de la comunitat. El papa va resoldre favorablement la petició del bisbe i el comte, i probablement també van tractar el tema de la situació amb els sarraïns.
El 1010 era un dels notables que seguien el comte Ramon Borrell a l'expedició contra Còrdova, col·laborant-hi fins i tot amb una host pròpia. Va morir al castell de Calonge de Segarra a causa d'una ferida de guerra poc després de retornar-ne.